# Museo dei viaggiatori in Sicilia
Il Museo dei Viaggiatori in Sicilia è un museo di Palazzolo Acreide.

## Il museo
Il Museo dei Viaggiatori in Sicilia, nato nel 2008 e allestito nell’ottocentesco Palazzo Vaccaro, è ubicato nel centro storico di Palazzolo Acreide (in via Maestranza, 5), Patrimonio dell’Umanità UNESCO. Unico nel suo genere, il Museo illustra le testimonianze artistiche, cartografiche e letterarie del Grand Tour in Sicilia: il viaggio culturale, intellettuale e formativo che i giovani aristocratici europei realizzavano, soprattutto fra ‘700 e ‘800, partendo da tutta Europa con l’obiettivo di vistare la Magna Grecia e, scendendo più a Sud, la Sicilia, che diverrà, così, l’Isola del Viaggio per eccellenza.
Il progetto museografico narra, attraverso le incisioni originali all’acquaforte e all’acquatinta, i due più importanti Voyages in Sicilia nell’ambito della letteratura odeporica europea: quello di Jean-Claude Richard de Saint-Non (del 1781-86), che riprenderà il viaggio compiuto nel 1778 di Dominique-Vivant Denon, futuro direttore del Louvre; e quello di Jean Houel (del 1782-87), pittore, incisore e architetto la cui fama fu talmente riconosciuta che venne da tutti chiamato Peintre du Roi, «Pittore del Re».
Le rappresentazioni di paesaggi e siti archeologici di Siracusa, Ragusa e degli Iblei qui si ammirano accostate, nell’allestimento, alle fotografie dello stato attuale dei luoghi, in un unico e dialogante sguardo di sintesi. Innumerevoli i soggetti raffigurati nell’esposizione permanente: vedute a volo d’uccello, vestigia archeologiche, aree e ambienti naturali, rilievi planimetrici di monumenti, tavole di dettaglio relative a singoli reperti o a elementi vegetali, antichi mestieri e atavici costumi.
In mostra vi sono pure carte geografiche, dei secc. XVI-XIX, dei più noti cartografi europei, testimoni espliciti dei nuovi orizzonti geografici e delle scoperte effettuate a partire dalla prima età moderna. Completano l’esposizione i testi odeporici e sulla Sicilia antica - fra i quali una rarissima prima copia del De rebus Siculis del Fazello - di antiquari, eruditi, storiografi e naturalisti, che posero solide fondamenta ai vari studi di settore sviluppatisi nei secoli successivi.
Oltre all'unica sala espositiva, il museo è dotato di una sala conferenze di 40 posti per eventi e proiezioni video.

## Galleria d'immagini

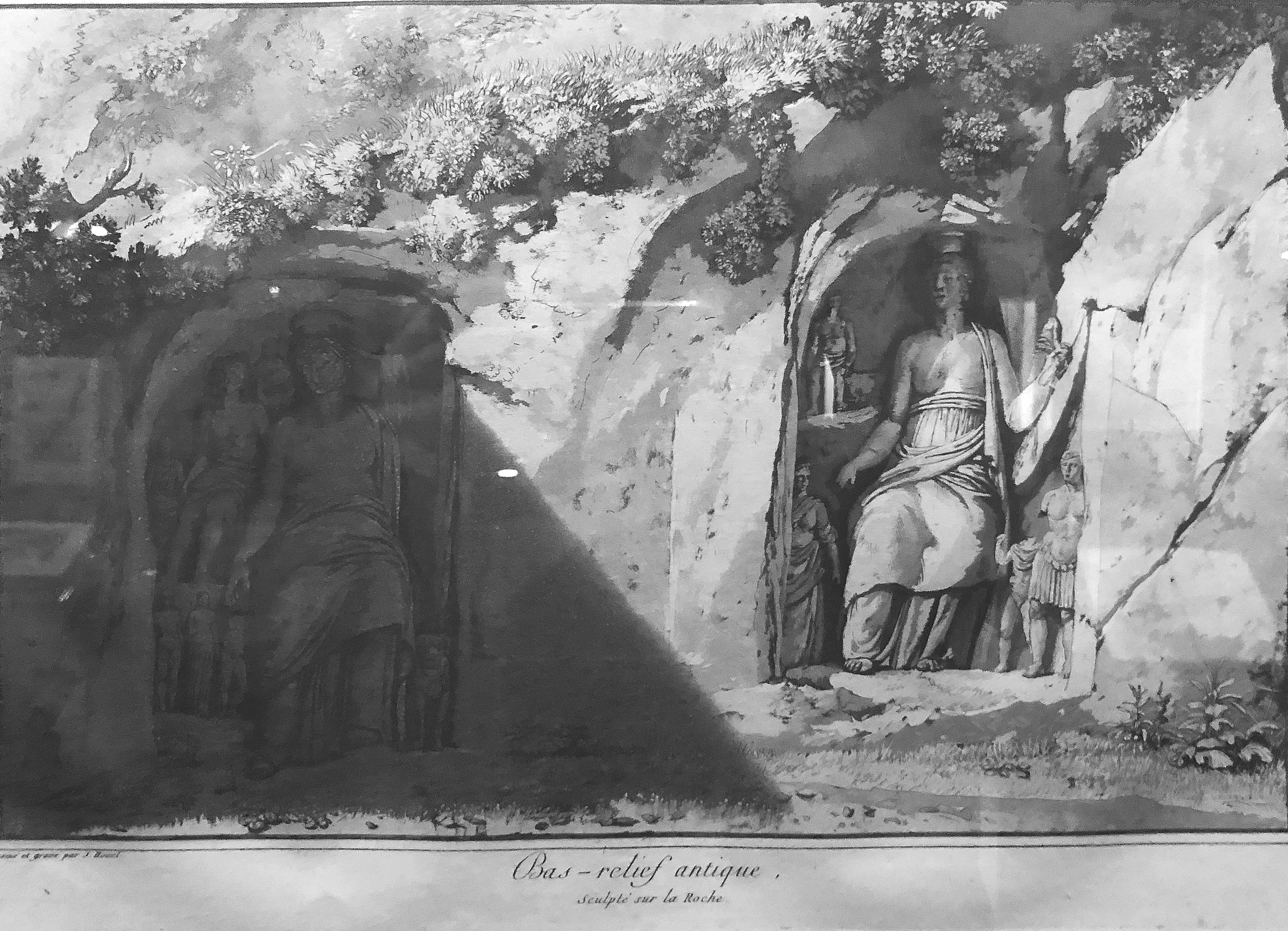
I santoni di Palazzolo
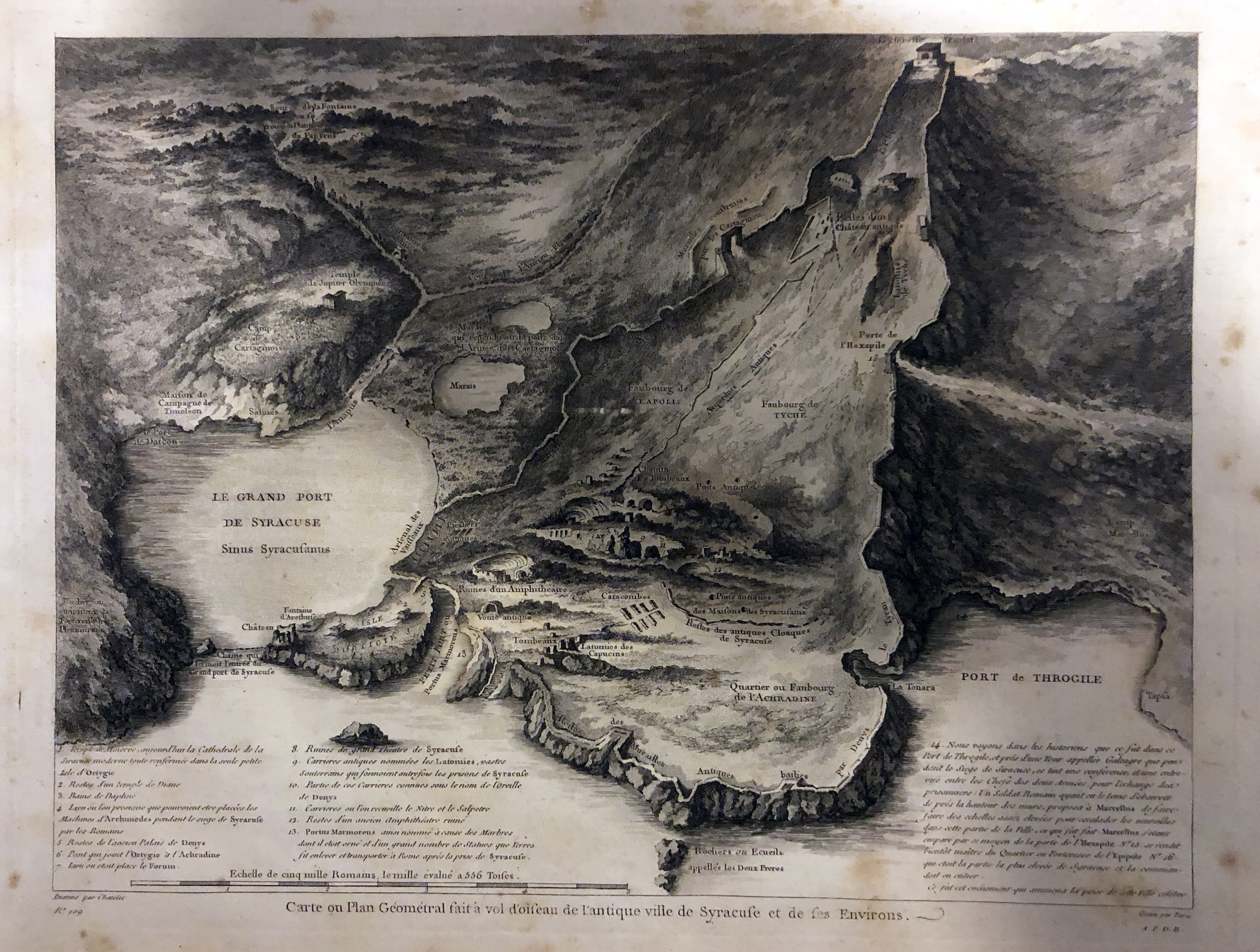
Carta a volo d'uccello di Siracusa
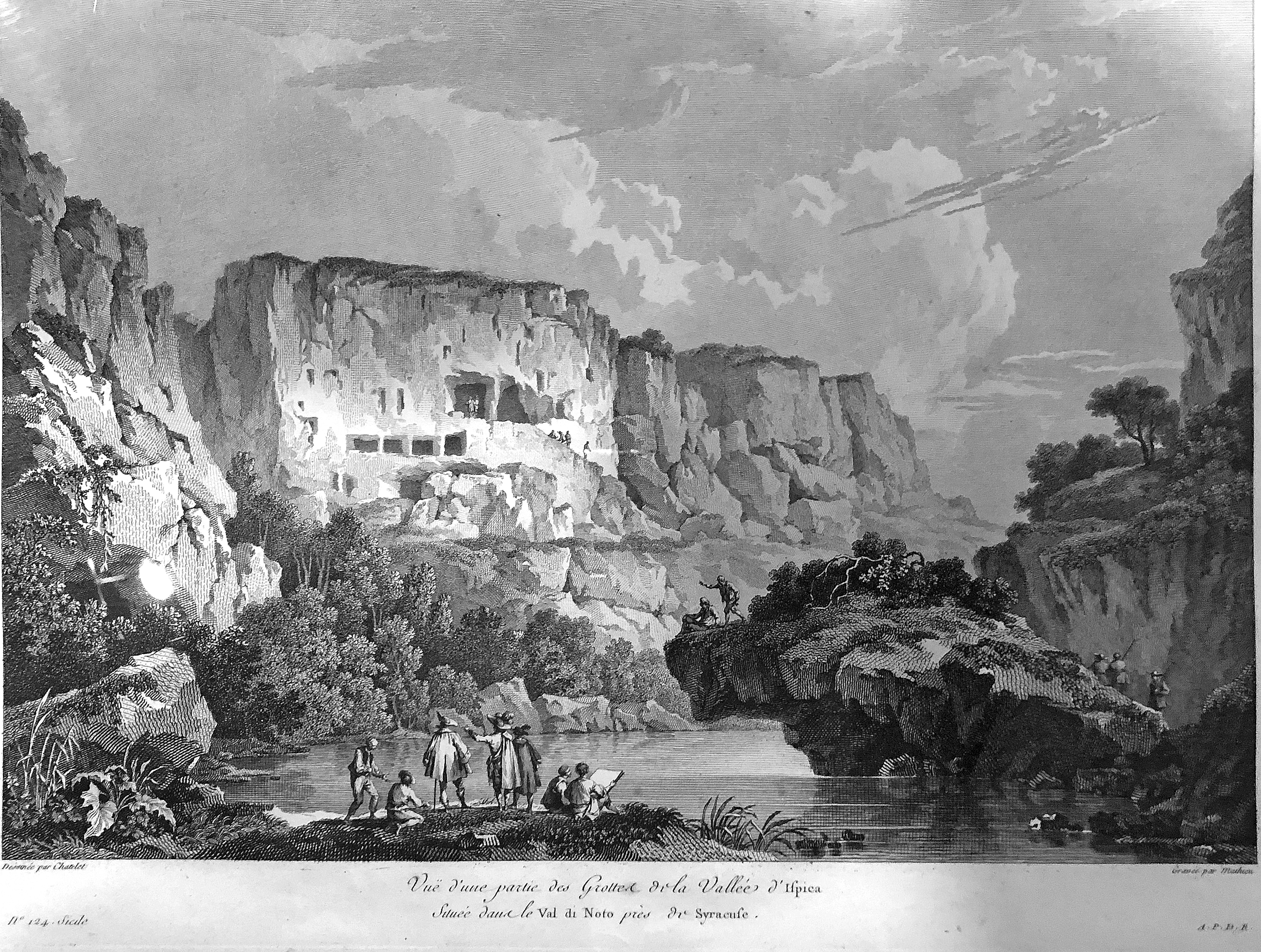
Veduta delle grotte di Cava d'Ispica